# Tasnádi Székely István
Tasnádi Székely István (1746 körül – Abaujszepsi, 1800. december 27.) magyar református lelkész, egyházi író.

## Élete
Tanulmányait Sárospatakon végezte s a külföldi egyetemeket is meglátogatta. 1779-ben külföldről vitetett Abauj-Szepsibe lelkésznek; 1786-ban tanácsbirónak, 1793-ban esperesnek választották. 

## Művei
Két műve ismeretes, prédikációinak gyűjteménye és egy külön kiadott prédikáció: 
- Krisztus Jézusban való hitnek... fundamentoma LI (51) predikátziókban. Kassa, 1794. Két kötet.
- Logike latreia, azaz: Okos isteni tisztelet (Prédikáció a krasznikvajdai templom felszentelésén). (Uo. 1797.)